# Rudolf Ott
Rudolf Ott (* 21. März 1900 in Turbenthal; † 15. März 1970 in Winterthur) war Dorfmetzger in Turbenthal und Schweizer Politiker. Zusammen mit der Demokratischen Partei der Schweiz reichte er 1965 die erste Überfremdungsinitiative ein. Von 1966 bis 1970 war er als Zürcher Vertreter in der demokratischen Fraktion im Nationalrat.

## Herkunft und Beruf
Rudolf Ott war Sohn des Metzgers Rudolf und der Anna Elisabeth (geb. Stahel). Sein Vater, der ebenfalls Rudolf Ott hiess (* 1856; † 1925), wanderte 1884 aus wirtschaftlichen Gründen in die USA aus und lernte das Metzgerhandwerk bei der Chattanooga Beef Company im Bundesstaat Tennessee. Er kam 1895 in die Schweiz zurück und eröffnete die Dorfmetzgerei in Turbenthal, die heute noch existiert. Sein Sohn machte die Metzgerlehre im väterlichen Betrieb und führte den Betrieb von 1925 bis 1964.

## Politik
Rudolf Ott hatte in der Gemeinde Turbenthal verschiedene Ämter. Von 1945 bis 1969 war er im Zürcher Kantonsrat, von 1946 bis 1970 Gemeindepräsident von Turbenthal und von 1966 bis 1970 als Vertreter der Demokratischen Partei im Nationalrat.

## Die erste Überfremdungsinitiative
Rudolf Ott gehörte zu den Initianten der ersten Überfremdungsinitiative, welche 1965 eingereicht wurde. Sie verlangte, dass «der Bestand an ausländischen Niedergelassenen und Aufenthaltern insgesamt einen Zehntel der Wohnbevölkerung nicht übersteigen darf.» Bis diese Zahl erreicht sein würde, müsste die Zahl der Ausländer in der Schweiz jedes Jahr sukzessive verringert werden. Die Initiative wurde am 30. Juni 1965 mit 59’164 Unterschriften eingereicht und als gültig erklärt. Mit dem Ausarbeiten einer Botschaft liess sich der Bundesrat aber bis zum 29. Juni 1967 Zeit. Am 20. März 1968 wurde die Initiative zurückgezogen. Dies geschah unter erheblichem Druck von Wirtschaft und Politik. Rudolf Ott schilderte gegenüber dem Nationalrat James Schwarzenbach die Umstände: «Wir Zürcher Demokraten stehen völlig isoliert da und werden nicht einmal aus den eigenen Reihen geschlossen unterstützt. Der Gegendruck und die Einschüchterungsversuche von industrieller und behördlicher Seite sind unvorstellbar. Sie werden erleben, wenn in Bern unsere Initiative zur Sprache kommt, welcher Geist da herrscht. Keiner wagt es, uns zu unterstützen, keiner. In der vorbereitenden Kommission sind sie alle über mich hergefallen. Die vielen Italiener im Dorf sabotieren meine Metzgerei, die mein Sohn führt, der liegt mir ständig in den Ohren, die Initiative zurückzuziehen, falls ich das Geschäft nicht ruinieren wolle. Aber ich werde durchhalten».
Der Rückzug der Initiative ermunterte die Nationale Aktion gegen die Überfremdung von Volk und Heimat mit ihrem Präsidenten James Schwarzenbach, eine neue Volksinitiative gegen die Überfremdung zu lancieren. Sie wurde unter dem Namen Schwarzenbach-Initiative bekannt. Diese Initiative wurde am 7. Juni 1970 von den Schweizer Männern verworfen, Frauen durften damals noch nicht abstimmen. Rudolf Ott starb bereits am 15. März 1970 und erlebte diese Abstimmung nicht mehr.